# (10337) 1991 RO1
A (10337) 1991 RO1 a Naprendszer kisbolygóövében található aszteroida. A. Sugie fedezte fel 1991. szeptember 10-én.

## Kapcsolódó szócikk
- Kisbolygók listája (10001–10500)